# Campiglossa opacipennis
Campiglossa opacipennis är en tvåvingeart som först beskrevs av Foote 1960.  Campiglossa opacipennis ingår i släktet Campiglossa och familjen borrflugor. Inga underarter finns listade.